# Silobia dilatata
Silobia dilatata är en lavart som beskrevs av Martin Westberg och Mats Wedin. 
Silobia dilatata ingår i släktet Silobia, och familjen Acarosporaceae. Arten är reproducerande i Sverige.